# ويليام جي. كونواي
ويليام جي. كونواي (بالإنجليزية: William G. Conway)‏ هو عالم حيوانات وعالم طيور أمريكي، ولد في 20 نوفمبر 1929.